# She-Ra och prinsessrebellerna
She-Ra och prinsessrebellerna (originaltitel: She-Ra and the Princesses of Power) är en amerikansk animerad streamingserie skapad av ND Stevenson och producerad av Dreamworks Animation Television. Serien, som består av fem säsonger, är en reboot på TV-serien She-Ra: Princess of Power som sändes mellan åren 1985 och 1987, och hade premiär på Netflix den 13 november 2018. Den femte och sista säsongen innehållande tolv avsnitt släpptes den 15 maj 2020. 
She-Ra och prinsessrebellernas svenska version är inspelad på Eurotroll i Stockholm, med bland annat Lasse Svensson som dubbningsregissör och producent, där även Annika Rynger är delaktig (endast som producent). Den svenska rösten till seriens huvudroll Adora/She-Ra görs av Linn Ehrner.